# 亞納瓦拉山 (阿雷基帕大區)
15°35′53″S 72°23′28″W / 15.59806°S 72.39111°W
亞納瓦拉山（Yanawara），是秘魯的山峰，位於該國南部阿雷基帕大區的卡斯蒂利亞省，處於帕科奧爾科山西南面、霍爾帕山、揚卡山和亞納烏爾庫山以北，屬於安第斯山脈的一部分，海拔高度5,267米。